# Thermonectus marmoratus
Thermonectus marmoratus är en skalbaggsart som först beskrevs av Gray 1831.  Thermonectus marmoratus ingår i släktet Thermonectus och familjen dykare. Inga underarter finns listade i Catalogue of Life.

## Bildgalleri

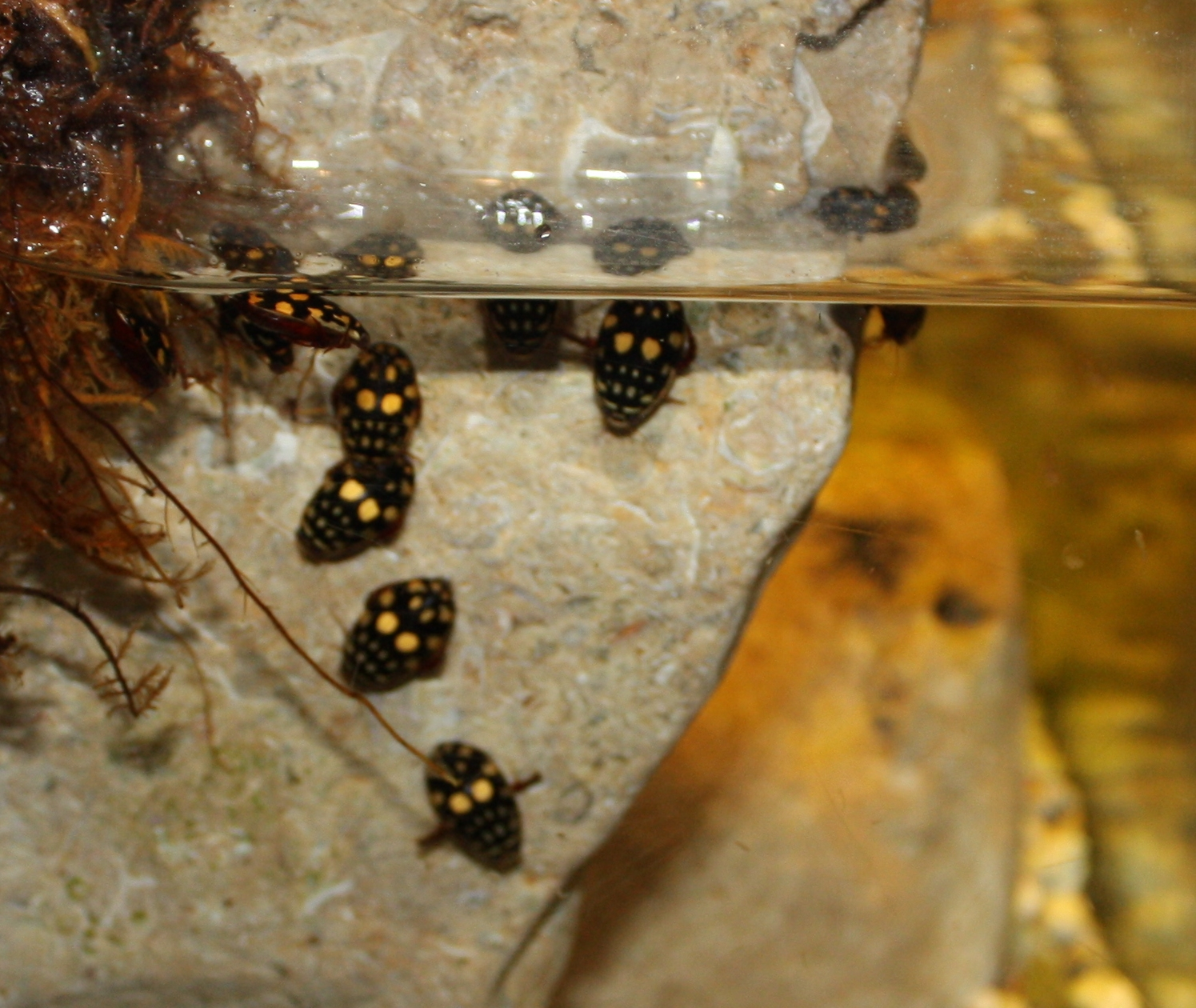
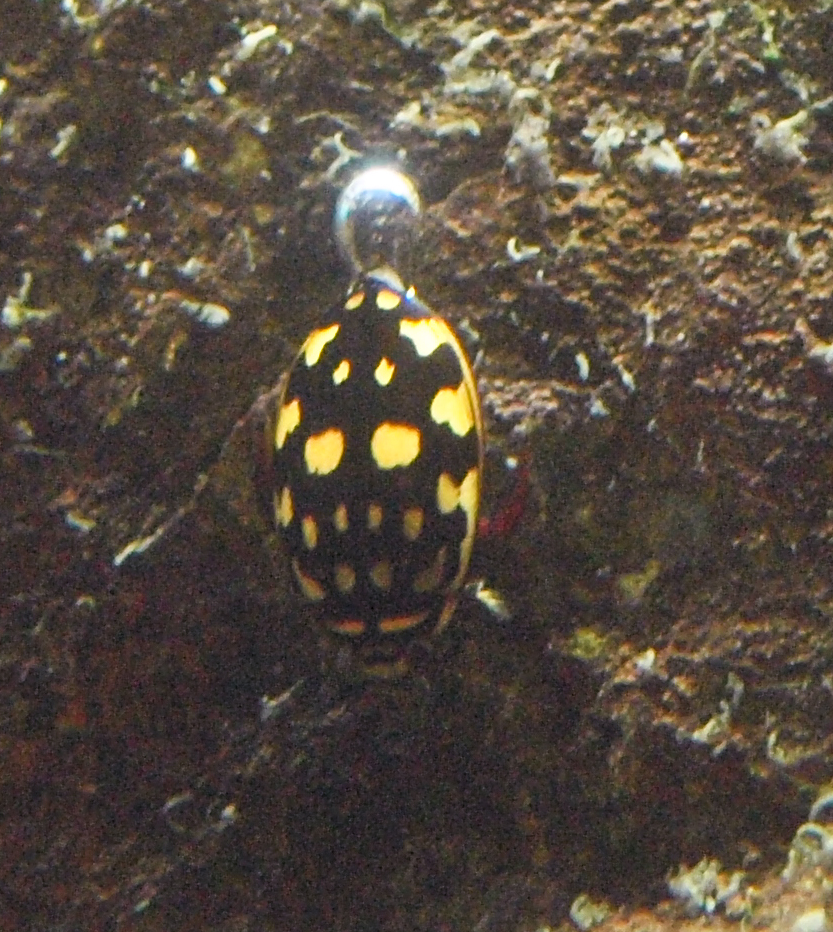